# Ножовка по металлу

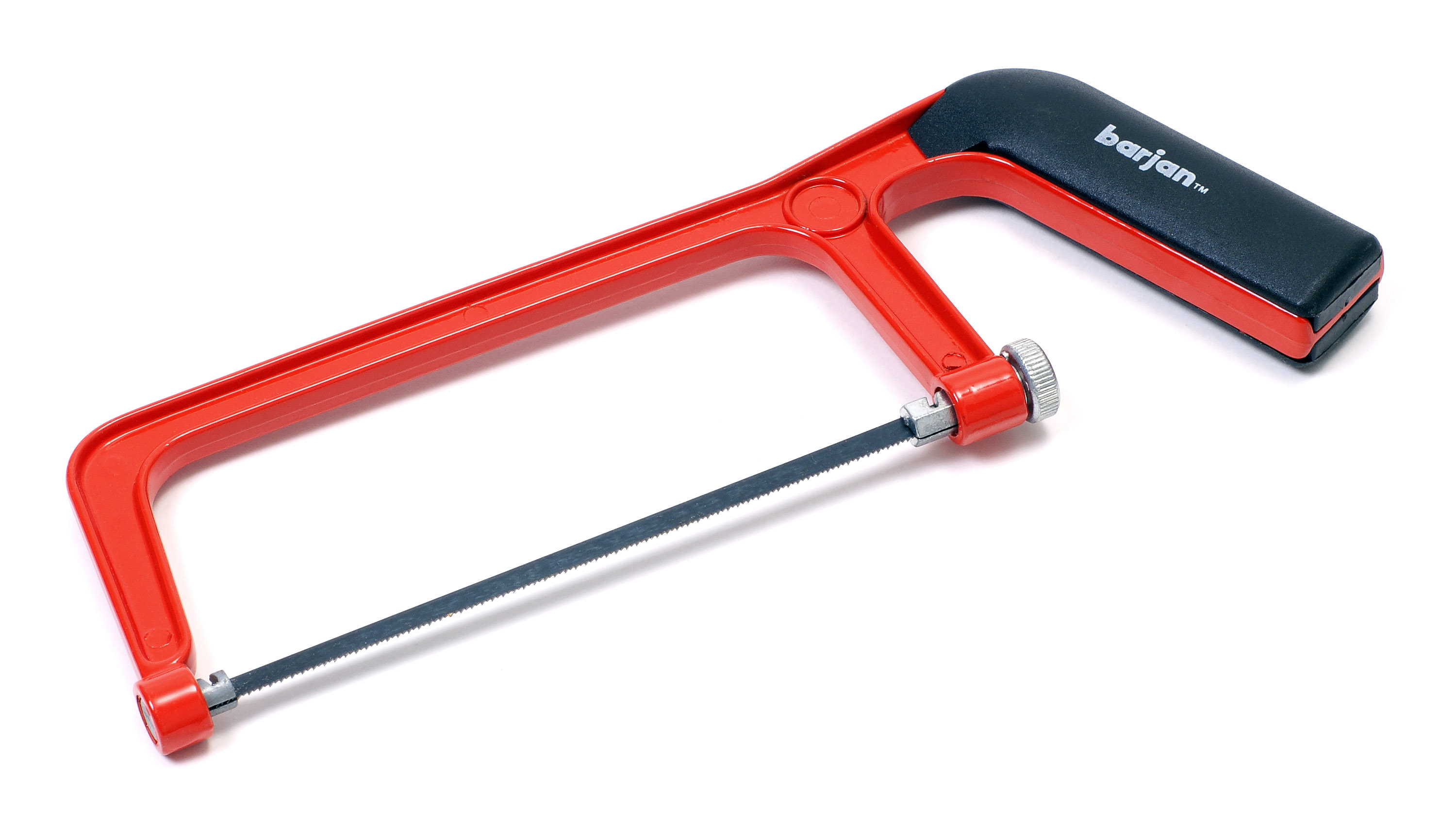
Ножовка по металлу (мини)

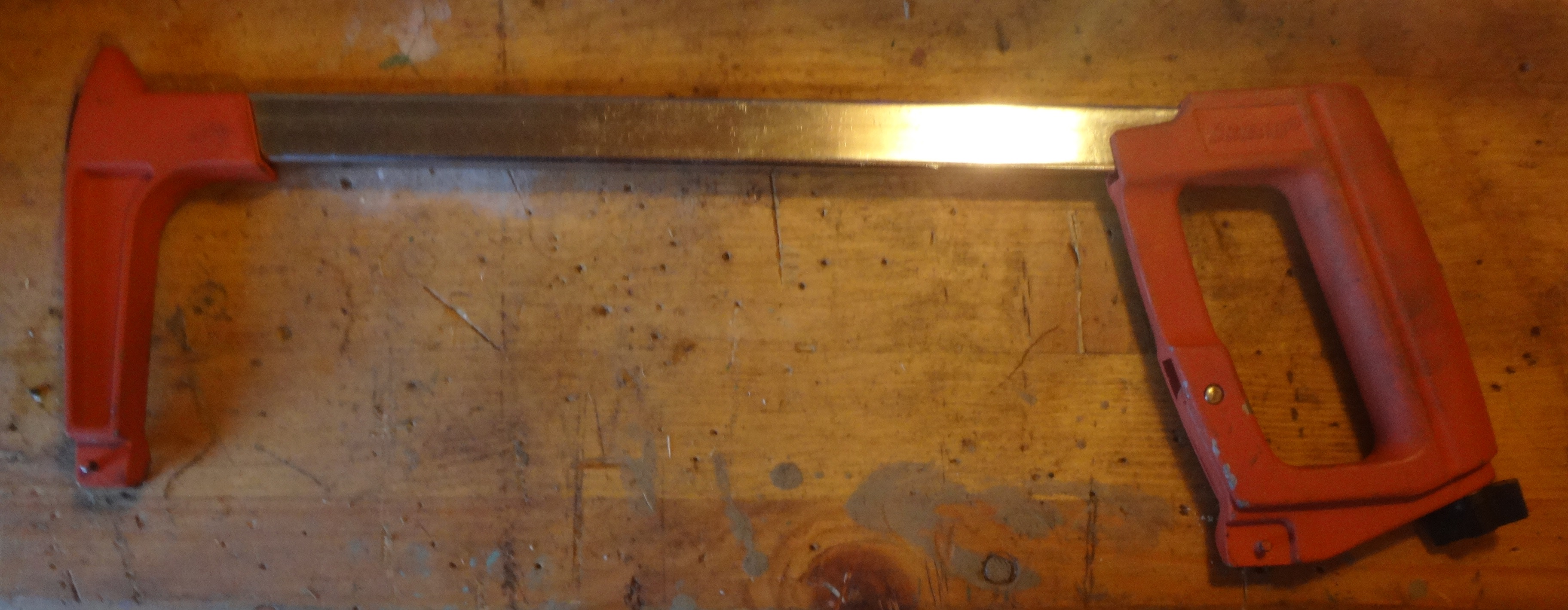
Рамка ножовки по металлу. В правом нижнем углу — рукоятка натяжного болта (чёрная). Рамки могут быть самого различного исполнения

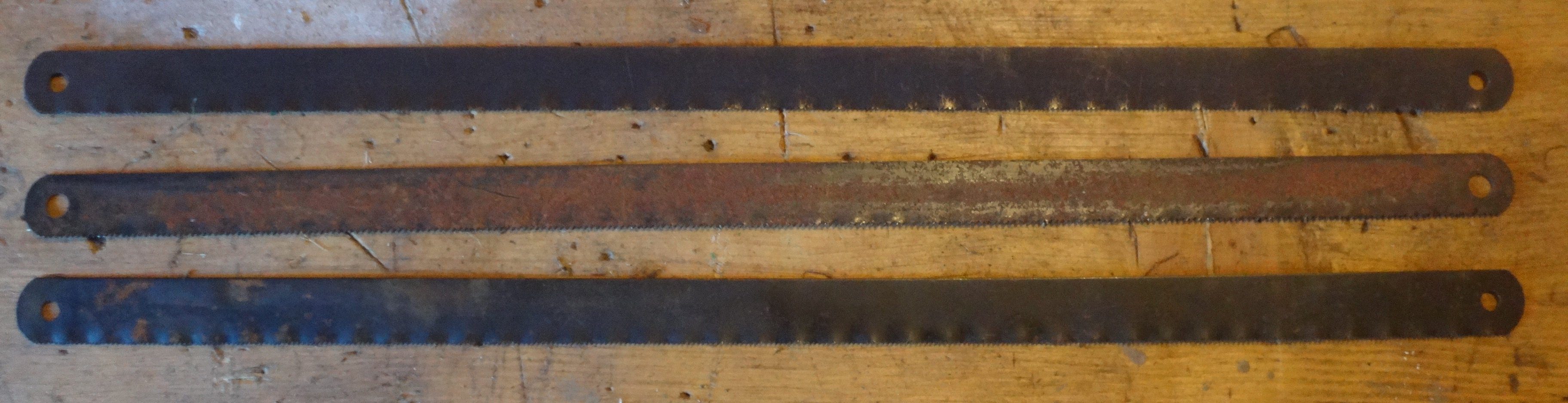
Ножовочные полотна

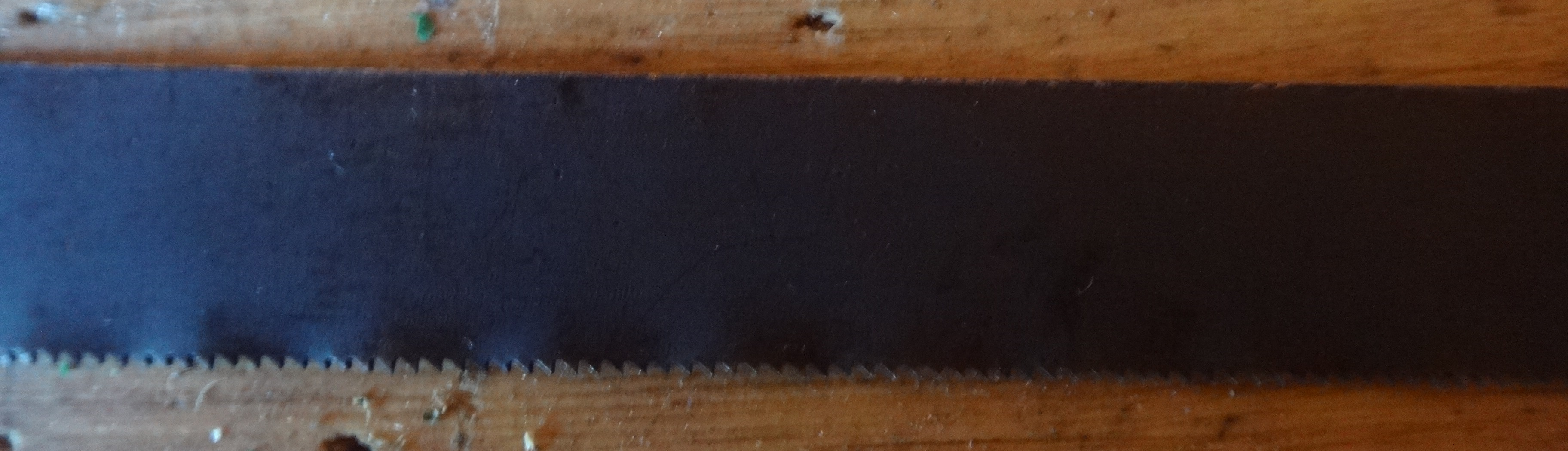
Зубцы ножовочного полотна крупным планом

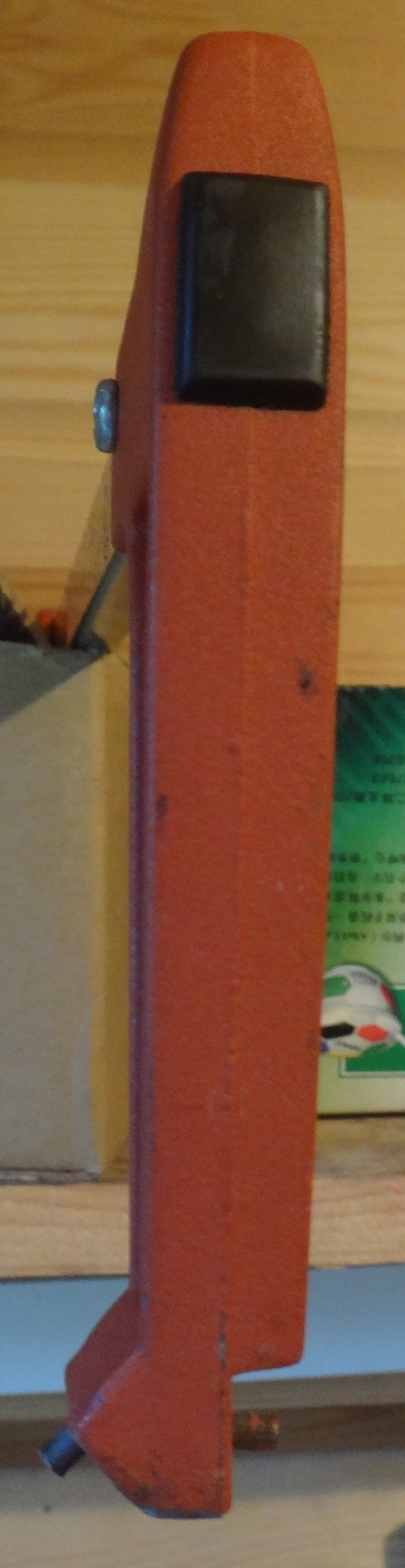
Бобышки для установки и натяжения полотна. Его можно устанавливать, как обычно, так и под углом 45° (левая бобышка)

Ножовка по металлу — разновидность пилы для разрезания металлических заготовок. Состоит из ножовочной рамки и ножовочного полотна.
Ножовочные полотна изготавливаются тонкими и узкими. Длина ручных ножовок характеризуется расстоянием между отверстиями на концах — от 6 " до 14 " (от 150 до 400 мм). Для ручного пиления используются полотна 250 мм и 300 мм, шириной 12,5 и 25 мм и толщиной 0,63 — 1,25 мм. Полотна машинных ножовок несколько шире — 25 … 55 мм — и толщиной от 1,25 до 2,0 мм (при крупном зубе — 2,5 мм). Полотна для ручных ножовок бывают двух типов:
- А — с расположением зубов на одной стороне полотна;
- Б — с расположением зубов на обеих сторонах полотна.

Ножовочные полотна изготовляют из быстрорежущей стали и стали Х6ВФ. Для того, чтобы полотно не ломалось, используют только термическую обработку зубцов полотна.

## Источник
- ГОСТ 17270-71 — Рамки ножовочные ручные. Технические условия.
- ГОСТ 6645-86 — Полотна ножовочные для металла. Технические условия.(ГОСТ устарел)
- ГОСТ Р 53411-2009 Полотна ножовочные для металла. Технические условия